# Hüttstattmühle

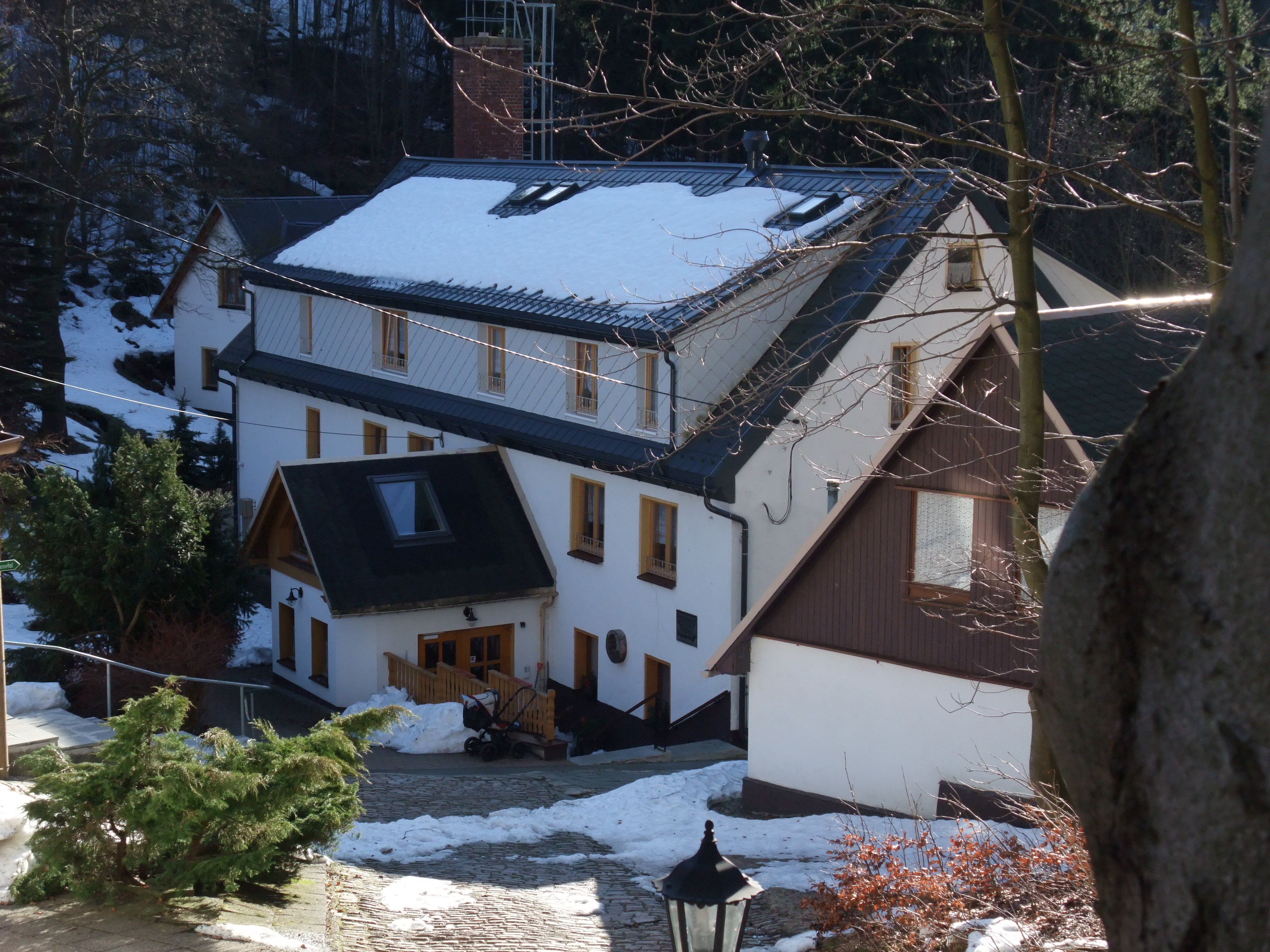
Das Haupthaus der Hüttstattmühle

Die Hüttstattmühle südlich des Marienberger Ortsteils Ansprung im Erzgebirge ist eine ehemalige Glashütte und Mahlmühle. Die erste Erwähnung stammt aus dem 15. Jahrhundert. Das Objekt ist heute ein Freizeitheim des Landesverbandes Landeskirchlicher Gemeinschaften Sachsen e. V.

## Geschichte
Die Glashütte wurde 1497 im Vertrag der Berbisdorfer zur Teilung ihrer Herrschaft erstmals urkundlich erwähnt. Es gilt jedoch als gesichert, dass sie vordem bereits produzierte.
Besitzer der Hütte war bis 1536 Caspar Schürer, auch Glaßer genannt. Ob die Hütte bis zu diesem Zeitpunkt oder darüber hinaus existierte, ist nicht bekannt. Die Mühle und die dazugehörigen Gebäude waren Glashüttengut.
Ab 1843 wurde hier Getreide gemahlen. Von 1917 bis 1926 betrieb der Lehrer Beyer aus Ansprung in der Mühle eine Jugendherberge, danach wurde sie als Gaststätte genutzt. Ende der 1940er Jahre wurde die Hüttstattmühle durch Jugendbibelwochen und Gäste aus dem christlichen Gemeinschaftsverband genutzt. 1952 wechselte die Hüttstattmühle den Besitzer und ist seitdem Erholungs-, Bibel- und Freizeitheim im Sächsischen Gemeinschaftsverband, dem heutigen Landesverband Landeskirchlicher Gemeinschaften Sachsen e. V.
1971 bis 1973 wurde auf dem Nachbargrundstück die Jugendherberge „Artur Becker“ errichtet. Diese diente ab 1991 einige Jahre als Unterkunft für Russlanddeutsche. Im Frühjahr 2011 wurde das Haus 1 dieser ehemaligen Jugendherberge abgetragen, um stattdessen Parkflächen einzurichten. In den darunterliegenden Erdmassen fand sich ein Konglomerat von gebranntem Stein sowie grünes, blaues und braunes Glas, was als Beleg für die unmittelbare Nähe des Glasofens zu dieser Stelle gewertet werden kann. Zudem wurde ein Randstück eines Keramikgefäßes gefunden, dessen exakte Datierung durch das Sächsische Landesamt für Archäologie bis dato noch aussteht.

## Gegenwart

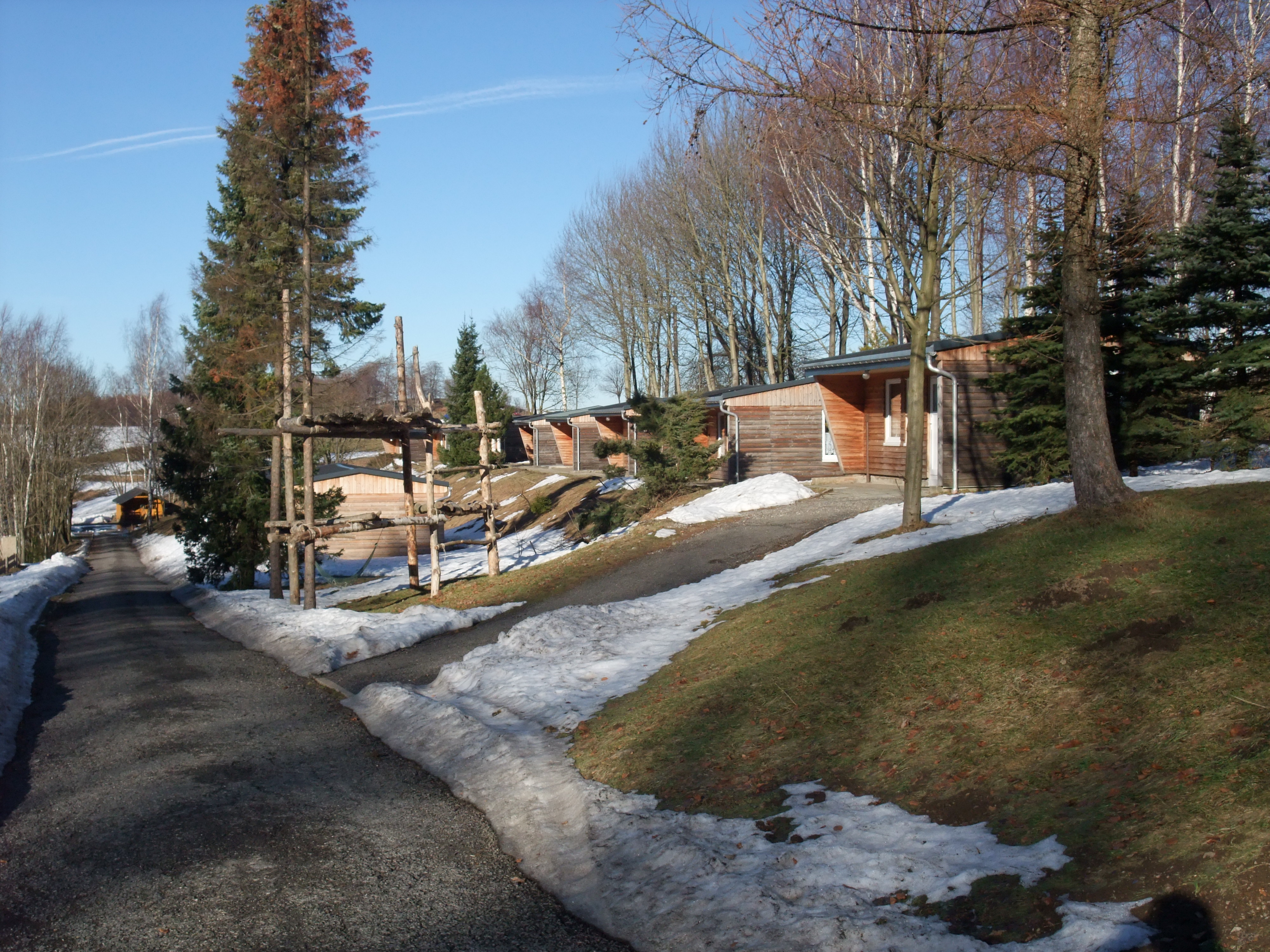
Das Bungalowdorf

Die Hüttstattmühle wurde in jüngster Vergangenheit ausgebaut, erweitert und modernisiert. Das Gelände hat eine Fläche von etwa 4 Hektar und umfasst neben dem Haupthaus eine Bungalowsiedlung und einen Zeltplatz.